# Pajut Ngaukracsang
Pajut Ngaukracsang (thaiul: ปยุต เงากระจ่าง, 1929. április 1. – 2010. május 27.) thai képregény-rajzoló és animátor. Ő alkotta meg a Sudsakorn kalandjai (thaiul: สุดสาคร) című animációs filmet. 2017. április 1-jén a Google doodle Pajut Ngaukracsang születésének 88. évfordulója alkalmából megemlékezett róla.

## Fordítás
- Ez a szócikk részben vagy egészben  a   Payut Ngaokrachang című angol Wikipédia-szócikk ezen változatának fordításán alapul.  Az eredeti cikk szerkesztőit annak laptörténete sorolja fel. Ez a jelzés csupán a megfogalmazás eredetét és a szerzői jogokat jelzi, nem szolgál a cikkben szereplő információk forrásmegjelöléseként.